# Christopher Shields
 (février 2024).
Si vous disposez d'ouvrages ou d'articles de référence ou si vous connaissez des sites web de qualité traitant du thème abordé ici, merci de compléter l'article en donnant les références utiles à sa vérifiabilité et en les liant à la section « Notes et références ».
Christopher Shields est professeur de philosophie à l'université Notre-Dame. Auparavant, il a été professeur à Boulder dans le Colorado et à Oxford. Il est spécialisé dans la philosophie classique notamment Aristote et Platon.

## Œuvre

### Livre
- Ancient Philosophy: A Contemporary Introduction, 2011, London, Routledge
- Aristotle (London: Routledge, 2007)
- Classical Philosophy: A Contemporary Introduction (London: Routledge, 2003)
- The Philosophy of Thomas Aquinas, with Robert Pasnau (Boulder: Westview Press, 2003)
- Blackwell Guide to Ancient Philosophy, ed. (Oxford: Blackwell Publishers, 2002)
- Order in Multiplicity: Homonymy in the Philosophy of Aristotle (Oxford: Oxford University Press, 1999; paperback edition, 2001)First Philosophy First: Aristotle and the Practice of Metaphysics,” in The Routledge Companion to Ancient Philosophy, edd. F. Sheffield and J. Warren (Routledge: 2014), 332-346

### Articles
- “Francisco Suárez,” with Daniel Schwartz, Stanford Encyclopedia of Philosophy, ed. E. Zalta (2014)
- “The Phainomenological Method in Aristotle’s Metaphysics,” in Aristotle on Method and Metaphysics, ed. E. Feser (Palgrave Macmillan: 2013), 7-27
- “The Grounds of Logos: the Interweaving of Forms,” in Reason and Analysis in Ancient Greek Philosophy,  edd. F. Miller and G. Anagnostopoulos (Springer Verlag: 2013), 211-230
- “On Behalf of Cognitive Qualia,” in Cognitive Phenomenology, edd. T. Bayne and M. Montague (Oxford University Press: 2012), 215-235
- “The Dialectic of Life,” Synthese 185 (2012), 103-124 (online, by subscription: here)
- “The Unity of Soul in Suárez,” in De Anima Acta, ed. R. Friedman (Leiden, Brill: 2012), 355-378
- “Being qua Being,” in The Oxford Handbook of Aristotle, ed. C. Shields (Oxford University Press: 2012), 343-371
- “Perfecting Pleasures: the Metaphysics of Pleasure in Nicomachean Ethics x,” in Aristotle’s Nicomachean Ethics: A Critical Guide, ed.  J. Miller (Cambridge University Press: 2011), 191-210
- “Plato’s Divided Soul,” in  The Cambridge Companion to Plato’s Republic, ed. M. McPherran (Cambridge University Press: 2010), 147-170; reprinted in Partitioning the Soul: Ancient Medieval, and Early Modern Debates, edd. K. Corcilius and D. Perler (W. de Gruyter: 2014), 15-38
- “The Aristotelian Psychê ,” The Blackwell Guide to Aristotle, ed. G. Anagnostopoulos (Blackwell: 2010), 292-309
- “The Priority of Soul in Aristotle’s De Anima: Mistaking Categories?” in Body and Soul in Ancient Philosophy, edd. D. Frede and B. Reis (Berlin, De Gruyter: 2009), 156-168
- “Aristotle,” Stanford Encyclopedia of Philosophy, ed. E. Zalta (2008)
- “Plato and Aristotle in the Academy: an Aristotelian Criticism of Platonic Forms,” in The Oxford Handbook on Plato, ed. G. Fine (Oxford University Press: 2008), 504-526
- “Surpassing in Dignity and Power: the Metaphysics of Goodness in Plato's Republic,” Philosophical Inquiry XXX (2008), 1-17; reprinted in G. Anagnostopoulos, ed., Socratic, Platonic, and Aristotelian Studies: Essays in Honor of Gerasimos Santas (Springer Verlag: 2011), 281-296
- “The Peculiar Motion of Aristotelian Souls,” Proceedings of the Aristotelian Society Supplementary Volume LXXXI (2007), 139-161
- “Forcing Goodness in Plato’s Republic,” Social Philosophy and Policy (2007), 21-39
- "Unified Agency and Akrasia in Plato's Republic," in Akrasia in Ancient Philosophy, edd. C. Bobonich and P. Destrée (Brill: 2006), 117-140
- “Plato’s Challenge,” in The Blackwell Guide to Plato’s Republic (Blackwell: 2006), ed. G. Santas, 63-83
- “Aristotle: Psychology,” Stanford Encyclopedia of Philosophy, ed. E. Zalta (2006; rev. 2010)
- “Learning about Plato from Aristotle,” in The Blackwell Companion to the Philosophy of Plato, ed. H. Benson (Blackwell: 2006),  403-417
- “Simple Souls,” in Essays on Plato's Psychology, ed. E. Wagner (Rowan and Littlefield: 2001), pp.  137-156
- “Um Problem a Respeito de Substância e Relativo em Aristóteles,” Cadernos De História e Filosofia de Ciência 3, vol. 13 (2003), 157-176
- “The Logos of ‘Logos’: Theaetetus 206c-210b” Apeiron 32 (1999), 107-24
- “Philosophy of Language: the Ancient Period,” Routledge Encyclopedia of Philosophy (London: 1998), ed. E. L. Craig,  356-361
- “Intentionality and Isomorphism in Aristotle,” Proceedings of the Boston Area Colloquium in Ancient Philosophy  XI (1995), edd. J. Cleary and W. Wians, 307-330
- “The Subjecthood of Souls and Some Other Forms: A Response to Granger,” Oxford Studies in Ancient Philosophy XIII (1995), 161-176; reprinted in Aristotle: Critical Assessments vol. 1, ed. L. Gerson (Routledge: 1999), 224-236.
- “The Stoic Lekton,” in Hellenistic Philosophy (Athens: 1994), ed. K. Boudouris,  137-148
- “Mind and Motion in Aristotle,” in Self Movers, edd. M. L. Gill and J. G. Lennox (Princeton University Press: 1994), pp. 117-133
- “Aristotle on the Generation of Form,” History of Philosophy Quarterly Vol. 7 (1990), 367-390
- “Leibniz's Doctrine of the Striving Possibles,” Journal of the History of Philosophy, Vol. XXIV (1986), 343-357; reprinted in Gottfried Wilhelm Leibniz: Critical Assessments Vol. II ed. R. Woolhouse (Garland: 1994), 14-28